# Caumont (Avairon)
Caumont de Plancatge (en francès i oficialment Calmont) és un municipi francès situat al departament de l'Avairon i a la regió d'Occitània.
El municipi està format per diversos nuclis de població. A més de Caumont que dona nom al municipi, hi ha els nuclis de Cenhac, Magrin, Milhac, Prévinquières, Lacassagne, etc.

## Demografia
| 1962                                       | 1968  | 1975  | 1982  | 1990  | 1999  | 2006  |
| ------------------------------------------ | ----- | ----- | ----- | ----- | ----- | ----- |
| 1.101                                      | 1.163 | 1.116 | 1.224 | 1.437 | 1.582 | 1.859 |
| Des de 1962: població sense dobles comptes |       |       |       |       |       |       |

## Administració
| Període   | Identitat         | Partit        |
| --------- | ----------------- | ------------- |
| 1996-2002 | Roger Caulet      |               |
| 2002-     | Christian Vergnes | Divers gauche |